# Unalakleet
Unalakleet é uma cidade localizada no estado americano de Alasca, no Distrito de Nome.

## Demografia
Segundo o censo americano de 2000, a sua população era de 747 habitantes.
Em 2006, foi estimada uma população de 748, um aumento de 1 (0.1%).

## Geografia
De acordo com o United States Census Bureau, a localidade tem uma área de 13,3 km², dos quais 7,4 km² cobertos por terra e 5,9 km² cobertos por água.

## Localidades na vizinhança
O diagrama seguinte representa as localidades num raio de 112 km ao redor de Unalakleet.